# Theridion mysteriosum
Theridion mysteriosum là một loài nhện trong họ Theridiidae.
Loài này thuộc chi Theridion. Theridion mysteriosum được Joachim Schmidt miêu tả năm 1971.